# می (نت موسیقی)

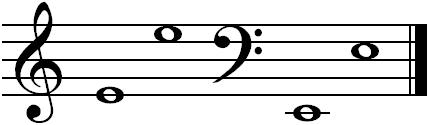
نُتِ می

می (به فرانسوی: mi، به انگلیسی و آلمانی: E) نام سومین نُت از هفت نُت اصلی موسیقی است. «فا بمل» نت مترادف «می» محسوب می‌شود. یک نت «می» وسط یا (E4) بر اساس زیروبمی، فرکانسی معادل (۳۲۹٫۶۲۸ هرتز) را داراست.

## گام
گام‌ها بر پایه نت «می» عبارتند از:
- می ماژور: می، فا دیز، سل دیز، لا، سی، دو دیز، ر دیز، می.
- می مینور تئوریک: می، فا دیز، سل، لا، سی، دو، ر، می.
- می مینور هارمونیک: می، فا دیز، سل، لا، سی، دو، ر دیز، می.
- می مینور ملودیک بالا رونده: می، فا دیز، سل، لا، سی، دو دیز، ر دیز، می
- می مینور ملودیک پائین رونده: می، ر، دو، سی، لا، سل، فا دیز، می.